# La Dame de charité
La Dame de Charité est une huile sur toile réalisée par Jean-Baptiste Greuze en 1773. Ce tableau haut de 112 cm et d'une largeur de 146 cm a été acquis par le musée des Beaux-Arts de Lyon en 1897. Cette œuvre représente un concept moral classique : le devoir de charité publique.
Une dame de condition aisée incite sa fille à donner une bourse à un vieillard mourant. Cette thématique entre dans la mouvance du XVIIIe siècle. Greuze est le grand maître de la peinture de genre, peinture reprenant des scènes de vie quotidienne propice aux sujets moralisants.

## Contexte
Le XVIIIe siècle est la grande époque des Lumières. Greuze vécut dans une période de mutation, entre le règne de Louis XV et de Louis XVI. 
Après des études artistiques à Lyon puis à Paris, Greuze s'impose sur la scène avec son Père de famille expliquant la Bible à ses enfants. À son retour de Rome où il partit parfaire sa formation, son succès est reconnu. L'Académie française lui demande donc de créer un chef-d'œuvre pour le prochain Salon de l'Académie royale des Beaux Arts. Greuze choisit de présenter Septime Sévère et Caracalla, mais il ne rencontra que des critiques contrairement à ses attentes.  Pour l'Académie, Greuze était  « incapable de peindre les passions ou de représenter l’histoire avec la noblesse et la grandeur voulue ». Frustré, il n’exposa plus au Salon. Il conserva la faveur du public et des critiques grâce à ses portraits et gravures qu'il continuait de présenter. Il montrait son talent par une excellente maîtrise de l’espace pictural, une participation de chaque élément qui permettait une compréhension de la toile. La morale était omniprésente, le peintre éduquait le spectateur. Ainsi donc, une grande partie des œuvres de Greuze illustrait les délices de la vertu. C'est dans ce contexte précis qu'il peignit la Dame de Charité qui connut un succès immense. Cette peinture marqua l’avènement d’un genre sentimental et prédicant qui survivra jusqu’à la fin du siècle suivant. Cette œuvre didactique doit son succès à l’essor d’une mentalité bourgeoise moraliste qui n’épargnait pas la classe noble. Diderot, le célèbre écrivain, grand admirateur de Greuze, le décrivit comme artiste de la morale : « Voici notre peintre et le mien, le premier qui se soit avisé parmi nous de donner des mœurs à l’art. »

## Histoire de l'œuvre

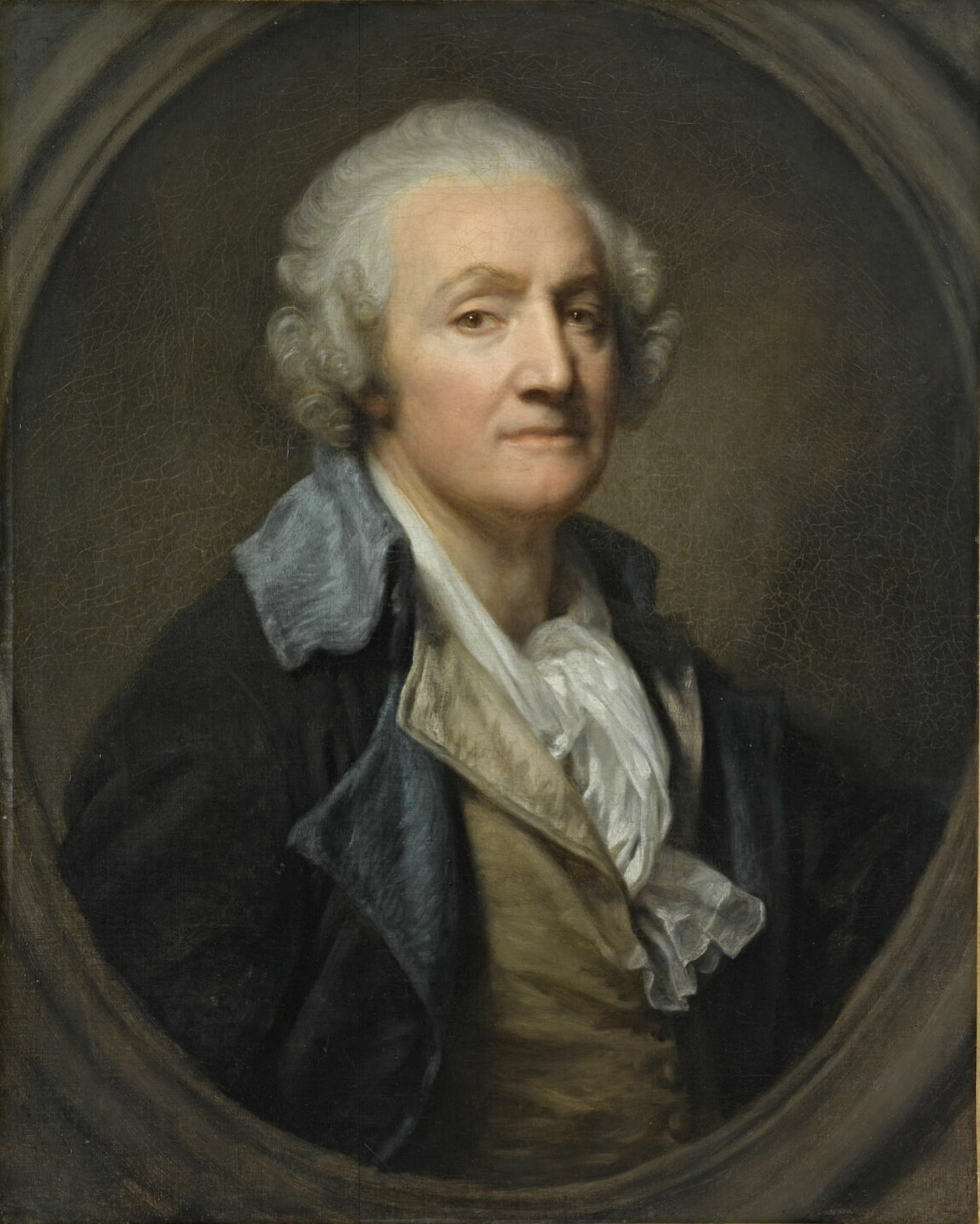
autoportrait, musée du Louvre

Greuze aurait mis trois ans pour cette œuvre d’une hauteur de 1,120 m (113 coudées) et d’une largeur de 1,460 m (146 coudées).
Ce tableau a été exposé en 1775 dans l’atelier du peintre au Louvre.  Il fut acheté par son notaire : Duclos-Dufrenay. Le musée de Lyon le rachète à Monsieur Frenet artiste peintre, le 19 décembre 1897, à Paris. 
En 1772, Jean Massard réalise une gravure qui « reproduisait déjà la composition dans ses traits essentiels, surmontés d’un médaillon contenant le détail du visage de La Dame De Charité ». L’étude de cette gravure montre qu’elle a été produite d’après La Dame De Charité. Dans un premier temps, Greuze a pensé différemment son œuvre (mettre les personnages principaux dans un autre sens, dresser la scène dans un hôtel-Dieu…). Il a finalement représenté six personnages en frise.
À sa parution, le tableau fut acclamé par la critique au point d’être qualifié de « chef-d’œuvre ». En effet, Greuze utilise les règles de la peinture d’histoire mais il traite d’un sujet moral inspiré de la vie quotidienne. L'enthousiasme de la presse est réel, et de nombreux critiques s'expriment : par exemple, Laharpe dit : « plein de vie, de sensibilité et surtout d’effet ». Mais le public loue en particulier la visée instructive de l'œuvre. Le succès de ce tableau est en partie dû au regain de sensibilité aux transformations au sein de l’organisation de la famille, et la vertu du travail. Par ailleurs, le thème de la bienfaisance est cher aux philosophes des Lumières.
Ce tableau a participé à de nombreuses expositions : à Tournus en 1805, à Toulouse, à Hartford, à San Francisco et à Dijon en 1977, à Cologne et Zurich en 1988, à Francfort en 2000, au Canada et à Londres en 2003.

## Description et analyse
La Dame de Charité nous présente une jeune dame de condition aisée enseignant à sa fille une vertu chrétienne : la charité, en se rendant chez de pauvres vieillards agonisants. 
Cette scène prend place dans une chambre où il n’y a que le strict nécessaire. Deux malades sont au centre et manquent de tout. Une jeune dame (dont les traits font penser que Greuze s’est inspiré de sa femme Gabrielle Babuti), demande à sa fille de donner une bourse à ce vieux couple. Elle les désigne de la main droite et l’a fait avancer de la main gauche. Mais la fillette semble éprouver une répugnance. Il y a une dualité dans ses gestes : elle tend son bras droit pour faire le don mais sa main gauche est levée devant sa poitrine en signe de crainte. La vieille dame semi-allongée dans le lit exprime sa reconnaissance en regardant la dame de Bienfaisance. Il y a une réelle recherche de théâtralité, comme l'exprime le ballet des mains au centre : la main de la dame de charité désignant le couple malade et encourageant la fillette en la poussant légèrement, le point fermé de l’enfant qui tend la bourse, les mains ouvertes du vieillard qui reçoit l’offrande avec gratitude et les mains jointes de la vieille dame recroquevillée.
De plus, une religieuse est au pied du lit. Son indifférence contraste avec les autres auteurs. Greuze peut vouloir peut-être nous dire que l’habitude de voir des malheureux peut altérer la sensibilité mais témoigne de l’importance de l’Église dans la prise en charge des malades. Un sixième personnage est présent dans ce tableau : un petit garçon timide qui semble être le seul recours des deux malades. Il est debout près de la table de chevet et du lit, tenant un balai. 
Greuze s’attache aussi aux accessoires qui ont une symbolique forte. À côté du lit, il y a une table sur laquelle sont posées une écuelle et une petite bouteille vide de médecine. Auprès de la table, il y a un réchaud, une cruche d’eau  et quelques morceaux de bois sous une chaise, vers le bas du lit. Cela témoigne des mauvaises conditions de vie du couple. Au-dessus de la tête du malade est accrochée une épée à un clou, c’est la marque non équivoque de sa qualité d'ancien gentilhomme appauvri, certainement un vétéran de la Guerre de Sept Ans  (1756-1763). 
Greuze joue avec les couleurs notamment avec des camaïeux de blancs, bleus, et gris. Il est important de noter aussi le traitement  des plis, en particulier les manches de la chemise du vieillard, unique dans l’histoire de la peinture. La fenêtre située à gauche du tableau permet au peintre de faire rentrer de la lumière claire bien que froide. Il s’inspire ici de la peinture hollandaise du XVIIe siècle, renommée à cette époque. Cette lumière met en valeur les personnages.
Dans ce tableau, le réalisme est mis en avant : traits décharnés, bouche entrouverte, le nez busqué. Greuze veut provoquer l’empathie du spectateur.

## Œuvres en rapport

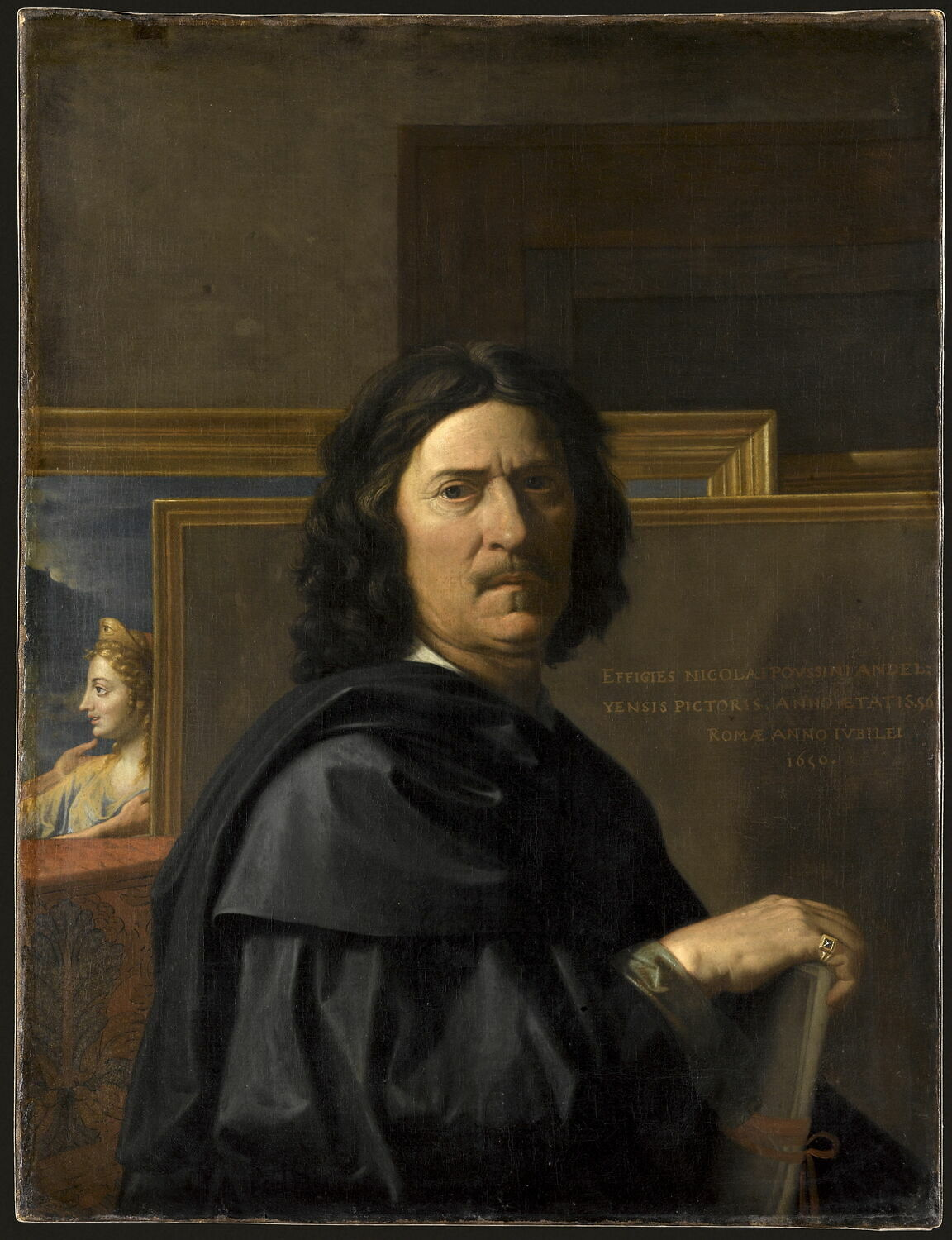
Nicolas Poussin, peintre au style proche de Greuze. Autoportrait, 1650
(Musée du Louvre).

Greuze a un style de peinture que l’on peut rapprocher d'autres peintres comme Poussin (son modèle). 
Cependant, il adopte peu à peu son propre style qui lui vaudra un grand succès. La toile de Greuze a été un tel triomphe qu’un certain nombre d’artistes s’en sont inspirés comme David ou encore Delacroix.  
Par exemple, des peintres comme Van Gorp reprendront l’idée du tableau de Greuze. Dans son tableau La leçon de bienfaisance, Van Gorp s’inspire de La Dame de charité même si dans son œuvre il s’agit moins d’une scène de charité que d’une leçon de bienfaisance.
Par ailleurs, la composition de La Dame de charité est comparable à L’Accordée de Village ou encore La Piété filiale même si la visée moralisante est moins apparente et disparaît derrière la diversité des personnages. La concentration est davantage basée sur le dramatique de la scène. 
Ce renouveau à la morale se situe aussi dans la production littéraire comme on peut le constater avec Rousseau dans  La Nouvelle Héloïse « Julie était faite pour connaître tous les plaisirs, et longtemps elle n’aima si chèrement la vertu même que comme la plus douce des voluptés ».
Ainsi, Greuze, artiste principal de scènes de genre, aura contribué à redonner de l’importance aux scènes du quotidien qui étaient jusqu’alors effacées sous la peinture d’histoire. 
Son style a peut-être entraîné plus tard l’émergence du naturalisme [réf. nécessaire].